# NGC 3381
NGC 3381 је спирална галаксија у сазвежђу Мали лав која се налази на NGC листи објеката дубоког неба.
Деклинација објекта је + 34° 42' 41" а ректасцензија 10h 48m 24,7s. Привидна величина (магнитуда) објекта NGC 3381 износи 11,8 а фотографска магнитуда 12,7. NGC 3381 је још познат и под ознакама UGC 5909, MCG 6-24-15, CGCG 184-16, KUG 1045+349, IRAS 10456+3458, PGC 32302.